# 腫瘍免疫

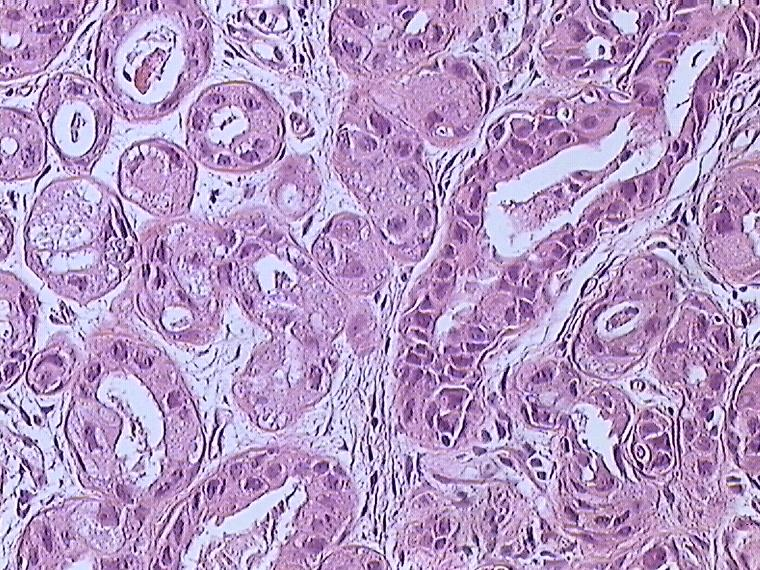
乳癌組織のヘマトキシリン-エオシン(HE)染色。

腫瘍免疫（しゅようめんえき、英:Tumor Immunity）とは癌細胞に対する免疫機構である。癌細胞は自己の細胞の遺伝子に変異が生じることによりできたものであるにもかかわらず、宿主の免疫機構による認識を受け、排除される。腫瘍免疫には自然免疫系と獲得免疫系の両方が関与しており、腫瘍の成長を抑制する。

## 免疫学的監視説

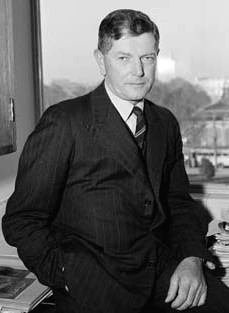
フランク・バーネット

癌と免疫は関連があることは19世紀末から知られており、1891年に外科医であるW.B.コーリーが細菌由来毒素であるコーリートキシン（Coley Toxin）を癌患者に投与して、免疫を賦活させることにより癌を治癒させたことに端を発する。1950年代に入ると｢免疫学的監視説｣と呼ばれる形でフランク・バーネットらによって提唱され、1960年代には広く受け入れられるようになった。これは生体内では常に悪性腫瘍細胞が産生されており、免疫応答によってこれらが駆除されているというものである。しかし、リンパ球の一種であるT細胞を持たないはずの胸腺欠損ヌードマウスと正常なマウスを比較したところ癌の発生に差が認められないことなどから免疫学的監視説は一時疑問視された。その後の研究で胸腺欠損ヌードマウスにもNK細胞などによる免疫が残っていることが明らかになり、2001年には免疫グロブリンの多様性に関与するRAG遺伝子を欠損したマウスを用いた実験が行われた。その結果として、RAG遺伝子の欠損は癌の発症率を上昇させることが報告されており、癌と免疫の間には関連があることがうかがわれる。

## 腫瘍抗原
癌細胞では正常では発現しないはずの抗原が産生されることがあり、これを腫瘍特異抗原（TSA）と呼ぶ。一方、正常組織にも癌組織にも発現している抗原は腫瘍関連抗原（TAA）と呼ばれる。これらの腫瘍抗原は細胞の有する遺伝子に変異が起こった結果生じたタンパク質であり、その産生機構については(1)ウイルス産物（例:EBウイルス）、(2)癌遺伝子あるいは癌抑制遺伝子における変異、欠失などの変化などが提唱されている。これらの腫瘍抗原は下記に示すような細胞により認識され、腫瘍細胞は排除されるはずであるが、実際には免疫寛容と呼ばれる機構が働いて免疫系が腫瘍細胞をうまく認識できないことも多い。そもそも免疫寛容とは自己抗原に対する免疫反応が抑制される現象である。免疫寛容は免疫系の自己抗原に対する特異性に関与しており、免疫寛容の機序としてはT細胞クローンの除去やアネルギー等といったものが知られている。しかし、この免疫寛容が腫瘍抗原に対しても働くことがあり、癌細胞は生体の持つ免疫機構から免れるための機構となっている。その他にも癌細胞が抑制性のサイトカインであるTGF-βやIL-10を放出して免疫系を負に制御する免疫寛容機構も知られている。

## 抗腫瘍免疫応答
免疫とは細菌などの生体異物（非自己）を排除するための機構であり、正常な状態では自己に対して免疫機構は働かない。自己と非自己の判別は各細胞が主要組織適合遺伝子複合体（MHC）クラスIと呼ばれる分子を介して提示した抗原断片を識別することによって行われる。細胞障害性T細胞（CTL）は腫瘍免疫の主役を担う細胞であり、ウイルス感染細胞や癌細胞等の除去を担当する。CTLによって非自己とみなされた細胞は細胞死（アポトーシス）へと誘導される。ウイルスや紫外線などにより誘発された腫瘍は抗原性が高く、CTLにより認識されやすい。一方、自然発癌による腫瘍細胞は抗原性が低く、CTLによってはほとんど排除されない。CTLの分化は樹状細胞からの抗原提示によって誘導される。樹状細胞は抗原提示細胞として働くことが知られており、抗原を細胞内に取り込んだ後に分解を行い、その断片を細胞表面に提示する。抗原提示を受けたヘルパーT細胞は活性化してサイトカインを放出し、CTLの分化･増殖を促す。また、腫瘍免疫には適応免疫系だけではなく、NK細胞やNKT細胞、マクロファージ、顆粒球などの自然免疫も関与しており、癌の進展を抑制している。